# Late Show
Late Show ist ein deutscher Film von Helmut Dietl aus dem Jahr 1999.

## Handlung
Conny Scheffer, der Programmdirektor bei „Tele C“, hat mit einem Quotentief zu kämpfen, nachdem der Talkmaster der „Mick Meyer Show“ einen behinderten Sodomisten über sein Sexualleben mit einer Ziege interviewt hat. 
Scheffer hört im Autoradio den Hörfunkmoderator Hannes Engel und weiß sofort, dass dieser die Lösung seines Problems ist. Doch Hannes Engel hat seiner Freundin Maria Keller immer wieder gepredigt, dass Fernsehen „blind und blöd“ mache. Maria hat gerade ihren Job als Serienschauspielerin bei Scheffers Sender hingeworfen, weil sie nicht bereit war, sich auf Anordnung von Scheffers Mitarbeiterin Carla Sperling für eine Szene auszuziehen, obwohl das keinen Sinn ergab.
Mit einem Porsche als Geschenk und viel Geld gelingt es Scheffer trotzdem, Hannes Engel zu ködern und von seinem Bauernhof-Idyll fortzulocken. Mick Meyer wird gefeuert, Hannes Engel an seine Stelle gesetzt und mit verlogenen Sprüchen beruhigt.
Von einem Alpenhof aus dirigiert der Geldgeber Dr. August Beer das Geschäft mit Tele C. Hinzu kommen die liebeskranke Taxifahrerin Rose, die Hannes Engel anhimmelt, und der schmierige Boulevardreporter Tschurli Nowak, der von Hannes Engel für eine wahrheitswidrige und aufgebauschte Story über Maria einen Kinnhaken einstecken musste und nun danach trachtet, den Medienstar durch einen Zeitungsartikel zu vernichten.

## Kritik
„Regisseur Helmut Dietl („Vom Suchen und Finden der Liebe“) lädt zu später Stunde ins Schreckenskabinett des Privatfernsehens: Quotenhörigkeit, Machtmissbrauch, Eitelkeiten und skrupellose Finanziers lassen seine Helden auch den letzten Rest an Würde verlieren. Wo jedes Bild ein Klischee ist und alles deftig überzogen daherkommt, schrammen bekannte TV-Nasen herrlich nah an der Selbstparodie vorbei.“

„Satire auf die Gepflogenheiten des (privatwirtschaftlichen) Fernsehgeschäfts, die in betont grellen Karikaturen und aufgesetzten Verbalinjurien ohne tieferen Erkenntniswert versandet. Schwankend zwischen Kalauern und Aphorismen, reflektiert der Film nie ernsthaft die Mechanismen des attackierten Mediums und bietet – abgesehen von einigen wenigen darstellerischen Glanzlichtern – allenfalls solides Kunsthandwerk.“

„Der Film ist sozusagen eine Katastrophe mit Lichtblicken. Denn handwerklich ist das tadellos gemacht, und Harald Schmidt erweist sich als überraschend guter, teilweise sogar großartiger Schauspieler. Jasmin Tabatabai ist ein hinreißendes Biest. An den Dialogen hat Dietl hörbar lange gefeilt, doch das ist kein Lob: So wie hier, mit Nebensätzen der x-ten Ordnung und perfekt ausformulierten Bonmots, redet kein Mensch, das ist reines Papier. Künstlich bleibt auch die Story-Konstruktion, bei der viele Figuren einfach überflüssig sind. Das ärgerlichste ist, dass hier über das Thema Fernsehen nichts Neues gesagt wird, dass sich Klischees breitmachen, dass kein Gag wirklich da sitzt, wo er hingehört: in der Magengrube.“

„Nach "Rossini" nun "Late Show": Dem Regisseur Helmut Dietl gelingt in seinem neuen Film eine satirische Travestie des täglichen Fernsehirrsinns – in der die TV-Spaßprofis Thomas Gottschalk und Harald Schmidt durch Schauspielkunst verblüffen.“

Die Deutsche Film- und Medienbewertung FBW in Wiesbaden verlieh dem Film das Prädikat wertvoll.

## Hintergrund
- Der Film startete am 25. Februar 1999 in den deutschen Kinos und wurde von 864.627 Zuschauern gesehen.[5]

- Jasmin Tabatabai war für ihre Rolle als Carla Sperling 1999 in der Kategorie „Beste Nebendarstellerin“ beim Deutschen Filmpreis nominiert.

- Teile des Films wurden in der Originalkulisse der Harald Schmidt Show im Kölner Capitol-Kino gedreht. Auch Helmut Zerlett hat einen Gastauftritt als Bandleader.